# Cambarus cumberlandensis
Cambarus cumberlandensis är en kräftdjursart som beskrevs av Hobbs och R. W. Bouchard 1973. Cambarus cumberlandensis ingår i släktet Cambarus och familjen Cambaridae. IUCN kategoriserar arten globalt som livskraftig. Inga underarter finns listade i Catalogue of Life.